# Les Centristes - Le Nouveau Centre
Ne doit pas être confondu avec Nouveau Centre droit.
Pour les articles homonymes, voir NC et LC.
Les Centristes (abrégé en LC), dénommé Les Centristes - Le Nouveau Centre depuis 2018, est un parti politique français de centre droit fondé en 2007 sous le nom de Parti social libéral européen, connu sous le nom de Le Nouveau Centre (abrégé en NC) de 2007 à 2016.
Le parti est fondé par d'anciens membres de l'Union pour la démocratie française (UDF), en opposition avec l'orientation donnée au parti par François Bayrou à compter du second tour de l'élection présidentielle de 2007. Allié de l'UMP, le Nouveau Centre inscrit son action, de 2007 à 2012, au sein de la « majorité présidentielle » de Nicolas Sarkozy. Il regroupe 23 députés au sein de son groupe à l'Assemblée nationale et participe à tous les gouvernements de François Fillon.
En novembre 2011 son président Hervé Morin déclare sa candidature à l'élection présidentielle, à laquelle il renonce en janvier 2012 pour soutenir celle de Nicolas Sarkozy. À la suite de sa défaite, le parti fait partie des forces politiques à l'origine de la fondation de l'UDI en septembre 2012.
En 2014, Hervé Morin échoue à succéder à Jean-Louis Borloo à la présidence de l'UDI. Après une prise de distance progressive, le parti, renommé Les Centristes en 2016, quitte la confédération centriste en décembre 2017, notamment par opposition à la volonté de Jean-Christophe Lagarde de rompre l'alliance nationale de l'UDI avec LR, présidés par Laurent Wauquiez.

## Historique

### Nouveau Centre
Les statuts ont été initialement déposés sous l'appellation de Parti social libéral européen par des anciens membres de l'UDF, qui étaient en désaccord avec la décision prise par François Bayrou et le conseil national du 10 mai 2007 visant à créer le Mouvement démocrate pour succéder à l'UDF.
Nouveau Centre est un parti politique qui affirme vouloir accueillir le pôle centriste de la majorité présidentielle sous la XIIIe législature. Dans l'assemblée sortante, le pôle centriste était représenté par le groupe Union pour la démocratie française. Déposée au niveau national et dans plusieurs préfectures au niveau départemental, la création de cette nouvelle formation politique a été rendue publique dans la presse à la suite du dépôt des candidatures aux élections législatives françaises de 2007, dont la date limite était fixée au 18 mai.
Le 29 mai 2007, la création du parti ainsi que son nom d'usage « le Nouveau Centre » ont été officiellement rendus publics à l'occasion d'une conférence de presse et d'une tribune parue dans le Monde du 30 mai. Il a également été annoncé la tenue de journées parlementaires à la rentrée (faisant suite à la création d'un groupe à l'Assemblée nationale en juin 2007) et d'un congrès fondateur du parti à l'automne (reporté, ce congrès s'est tenu les 16 et 17 mai 2008 à Nîmes).

« Nous avons créé le Nouveau Centre pour perpétuer l’existence d’un parti du centre au sein de la vie politique française et rassembler des femmes et des hommes attachés aux idées sociales, libérales et européennes, résolus à mettre en œuvre concrètement le message centriste. Ce parti constituera le pôle centriste de la majorité présidentielle nouvelle. Nous nous situons ainsi dans une longue tradition politique : sous la Cinquième République, la majorité présidentielle s’est toujours appuyée sur plusieurs piliers. En faisant le choix de maintenir une force politique au centre, nous manifestons notre refus de tourner le dos à l’histoire du centre et notre volonté de rester fidèle à la tradition de la famille centriste, libérale et démocrate-chrétienne. Nous nous situons au sein de la majorité présidentielle. Nous y conservons et conserverons toute notre liberté et notre autonomie. Ce choix n’est pas un reniement, ni un ralliement à l’UMP. C’est le choix de la raison et de la responsabilité, compte tenu du contexte politique et surtout compte tenu de ce que sont nos convictions, nos fidélités et nos principes. Nous voulons être utiles au pays. »

— Extrait du texte de présentation du Nouveau Centre, publié sur le site officiel du Nouveau Centre.
Les motivations ayant présidé à la création du Nouveau Centre sont un rejet des choix opérés par François Bayrou, notamment un rapprochement avec la gauche française et Ségolène Royal. De plus, pour les députés UDF sortants, « suivre la voie de l'indépendance choisie par M. Bayrou les aurait exposés au risque de devoir affronter des candidats de l'UMP », selon le journaliste Patrick Roger. Cela contribue également à expliquer le soutien à la candidature de Nicolas Sarkozy, parfois dès le 1er tour de l'élection présidentielle, d'un certain nombre d'élus membres de l'UDF.
Au sein de la majorité présidentielle, les députés Nouveau Centre se démarquent en partie des choix du président et de l'UMP ; ils défendent notamment une « gestion budgétaire saine et responsable ». À la veille de son premier congrès (à Nîmes), en mai 2008, selon le Monde, « les prétentions du Nouveau Centre commencent d'ailleurs à agacer dans les rangs de l'UMP ».
Quatre porte-feuilles sont attribués au Nouveau Centre au sein du gouvernement François Fillon.
Une tribune dans le Monde, signée par dix-huit députés du groupe UDF, fait émerger les premiers membres : Jean-Pierre Abelin, Bernard Bosson, Charles de Courson, Stéphane Demilly, Francis Hillmeyer, Olivier Jardé, Yvan Lachaud, Maurice Leroy, Claude Leteurtre, Hervé Morin, Nicolas Perruchot, Jean-Luc Préel, François Rochebloine, André Santini, Rudy Salles, François Sauvadet, et Francis Vercamer.
D'autres députés et élus sont réputés appartenir au Nouveau Centre au moment de sa création, mais n'ont pas signé la tribune : Pierre-Christophe Baguet (qui a finalement rejoint l'UMP), Christian Blanc, Jean Dionis du Séjour, Philippe Folliot, Michel Hunault, Philippe Vigier (candidat aux élections législatives). Ils sont également pour certains signataires de l'appel « Pour un centre libre dans la majorité présidentielle », paru dans Le Figaro du 9 mai 2007.
Jean-Christophe Lagarde qui s'est présenté sans étiquette, mais avec le soutien officiel du MoDem, a finalement décidé de rejoindre le groupe Nouveau Centre à l'Assemblée nationale.
Yves Pozzo di Borgo, sénateur de Paris, a rejoint le Nouveau Centre et constitué un groupe « Nouveau Centre et indépendants » au Conseil de Paris.
Le 16 décembre 2007, le Nouveau Centre tint son premier conseil national à la Maison de la Chimie (Paris). Plus de 1 500 membres, dont des membres du gouvernement (Valérie Létard, André Santini), des députés et des élus locaux, étaient présents. Une très large majorité des présents déclare n'avoir pas voulu suivre « celui [François Bayrou] qui est parti avec les clés de la maison UDF ».
À la suite des élections législatives de 2007, où il a obtenu 17 députés élus sous ce nom, il dispose à l'Assemblée nationale d'un groupe parlementaire rassemblant 23 membres (et 2 apparentés).

Logotype de la pré-campagne présidentielle d'Hervé Morin.

En 2011, le Nouveau Centre participe à l'Alliance républicaine, écologiste et sociale fondée par Jean-Louis Borloo, puis après le renoncement de ce dernier à concourir, lance la candidature d'Hervé Morin à la présidentielle (cf. infra). En février 2012, le Nouveau Centre soutient finalement Nicolas Sarkozy.
En 2012, le Nouveau Centre se prononce contre le mariage homosexuel.

### 2012: Le Nouveau Centre parti cofondateur, composante de l'UDI
Le 18 septembre 2012, le Nouveau Centre est l'un des partis fondateurs de l'Union des démocrates et indépendants (UDI).
Le Nouveau Centre compte 7 319 adhérents en février 2012 puis 6 699 adhérents à jour de cotisation en juillet 2014.
De 2012 à 2017, plusieurs membres du NC le quittent pour adhérer directement à l'UDI (Maurice Leroy, Valérie Létard) ou rejoindre une autre de ses composantes (Jean-Christophe Lagarde, André Santini) ou inversement.
En 2014, après son échec à l'élection interne à la présidence de l'UDI, Hervé Morin fonde, pour élargir le Nouveau Centre, le mouvement « Les Bâtisseurs de l'UDI », qui rassemble une partie des opposants au nouveau président Jean-Christophe Lagarde.
En avril 2016, Hervé Morin appelle les élus du Nouveau Centre à adopter « un soutien groupé à un moment stratégique » lors de la campagne de la primaire de la droite. Cependant de nombreux élus du parti ne suivent pas cette consigne et se rangent derrière l'un des candidats (par exemple, Philippe Vigier soutient Alain Juppé et Maurice Leroy, Nicolas Sarkozy). En octobre 2016, Hervé Morin finit lui-même par officialiser son soutien à Bruno Le Maire sans que le Nouveau Centre n'ait adopté de position commune.
À l'issue du premier tour de la primaire, le Nouveau Centre apporte son soutien à François Fillon, contestant « les changements de pied incessants » de l'UDI, qui continue quant à elle à soutenir majoritairement Alain Juppé pour le second tour.

### Changement de nom en Les Centristes, éloignement puis départ de l'UDI
Après la victoire de François Fillon, Hervé Morin annonce son intention de quitter l'UDI pour créer « une nouvelle force politique centrale pour rebâtir enfin un centre fort » à l'occasion d'un congrès fondateur convoqué le 11 décembre 2016. Il souhaite en effet fusionner au sein d'une nouvelle formation le Nouveau Centre et le mouvement « Les Bâtisseurs » et inscrire cette nouvelle formation dans la future majorité présidentielle de François Fillon. Ce dernier n'encourage pas cette initiative, à laquelle s'opposent plusieurs membres du Nouveau Centre, dont Philippe Vigier.
Le 11 décembre 2016, le Nouveau Centre fusionne avec « Les Bâtisseurs » mais renonce à quitter la confédération centriste mais change de nom pour devenir Les Centristes (LC,, ou CENT), et pose des conditions quant à son maintien dans l'UDI.
Lors de la campagne de l'élection présidentielle, en mars 2017, alors que l'UDI suspend son soutien à François Fillon, Les Centristes et Hervé Morin restent au sein de son équipe de campagne.
En septembre 2017, Hervé Morin veut créer une « nouvelle formation de droite ouverte » et appelle « à la constitution d'une nouvelle formation de la droite et du centre » à côté de LR.
En octobre 2017, Hervé Morin considère que « l'espace du centre est occupé par le parti de Macron », c'est-à-dire La République en marche, et rejette l'idée qu'il soit possible pour l'UDI de s'éloigner de LR tout en déclarant vouloir « faire quelque chose » avec Valérie Pécresse ou Xavier Bertrand.
En novembre 2017, Hervé Morin apporte son soutien personnel à Laurent Wauquiez dans le cadre de la campagne pour l'élection du nouveau président du parti Les Républicains.
Le 16 décembre 2017, le parti quitte l'UDI « pour construire un vaste mouvement de centre droit, girondin, participatif ». À la suite de cette décision, plusieurs parlementaires ou cadres du parti font le choix de le quitter pour rester membres de l'UDI.
Le 20 mars 2023, Charles de Courson présente une motion de censure transpartisane  contre le gouvernement Élisabeth Borne, à la suite de l'utilisation de l'article 49.3 sur le projet de loi de financement rectificative de la sécurité sociale , no 760 (réforme des retraites). Le texte porté par le centriste Charles de Courson a recueilli 278 voix. Il devait en obtenir 287, soit la majorité absolue des sièges, pour faire tomber le gouvernement. « A neuf voix près », la motion de censure a été rejetée à l’Assemblée nationale.
Le mouvement Les Centristes / Le Nouveau Centre, a fêté ses 15 ans, le mardi 12 décembre 2023, à l’Hôtel de l’Industrie, à Paris. Cet évènement qui a réuni de nombreuses personnalités politiques de la droite et du centre, a été l'occasion pour le mouvement de réorganiser ses instances autour de Thomas Elexhauser, nouveau Secrétaire général. 

## Programme politique
En 2007, le programme politique du Nouveau Centre demeure très largement inspiré de celui adopté par l'UDF lors de la candidature de François Bayrou à l'élection présidentielle[réf. nécessaire].

### Économie, social
- instauration d'une économie sociale de marché conciliant libéralisme et solidarité ;
- création de richesses et d'emploi grâce à une économie de marché performante ;
- redistribution des richesses aux plus faibles de la société ;
- économie fondée sur le travail et l'innovation.

### Institutions, vie politique
- restauration du rôle du Parlement ;
- garantie d'un État impartial ;
- promotion de la société civile ;
- pratique de la vie politique fondée sur :
  - le service de l'intérêt général ;
  - le développement de la participation des citoyens ;
  - la garantie de la transparence ;
  - l'instauration d'une plus juste représentation.

### Éducation
- priorité absolue à l'école ;
- réduction de l'échec scolaire ;
- 100 % des élèves sachant lire et écrire à l'entrée en sixième ;
- présence d'adultes dans les établissements pour renforcer l'encadrement ;
- organisation du soutien scolaire et des études surveillées ;
- meilleure adaptation des parcours de formations aux capacités des élèves ;
- instauration d'une relation de confiance entre parents, élèves, enseignants et la Nation.

### Emploi, travail, entreprises, recherche
- réduction des cotisations sociales salariales et patronales ;
- assouplissement de la loi des 35 heures ;
- augmentation du niveau de rémunération des heures supplémentaires ;
- small business act à la française ;
- garantir une augmentation continue des moyens consacrés à la recherche.

### Budget et finances de l'État
- réduction de la dette publique ;
- interdiction d'autoriser le gouvernement à présenter un budget en déficit de fonctionnement.

### Environnement
- réduction de la consommation d'énergie ;
- modification des sources d’approvisionnement pour diviser par quatre les émissions de gaz à effet de serre d’ici à 2050 ;
- rétablissement de la priorité des financements publics en faveur des transports en commun ;
- développement des frets fluvial et ferroviaire ;
- promotion d'une économie « plus responsable » et d'une croissance « sobre ».

### Europe
- fonctionnement plus démocratique de l'Union européenne ;
- rédaction d'un nouveau traité constitutionnel ;
- renforcement des compétences européennes dans les domaines suivants : politique économique, industrielle et recherche, politique migratoire, énergie, développement durable.

## Organisation interne
- Président : Hervé Morin
- Secrétaire général : Thomas Elexhauser[40]
- Président du conseil national : Marc Fleuret
- Vice-présidents : Loïc Hervé, Nathalie Colin-Oesterlé, Hervé Maurey, Sonia de La Provôté, Olivier Cigolotti, Catherine Morin-Desailly, Charles de Courson, Jean Hingray
- Trésorier : Charles de Courson
- Porte-paroles : Loïc Hervé, Charles de Courson
- Directeur : Nicolas Jeanneté[41],[42]
- Secrétaire national délégué au projet : Julien Devèze

### Congrès

#### Congrès fondateur de Nîmes (2008)

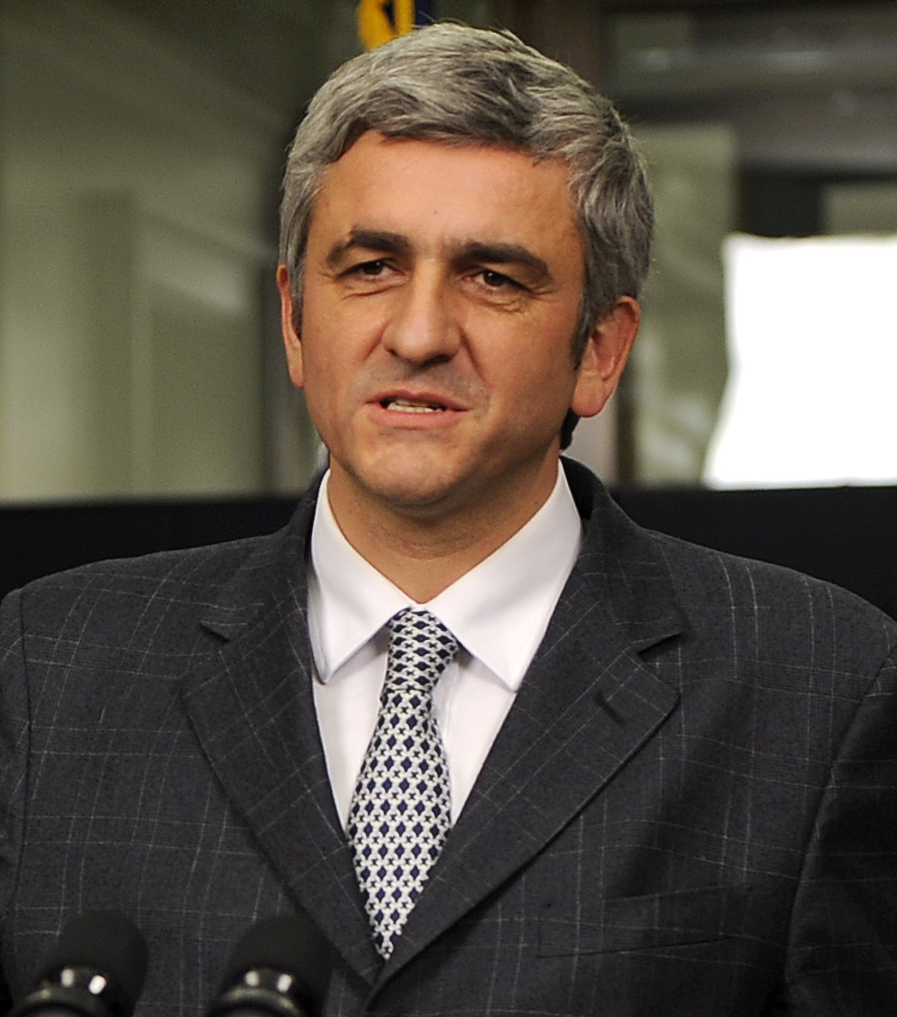
Hervé Morin, président du NC.

Le 1er congrès, fondateur, du Nouveau Centre s'est tenu à Nîmes les vendredi 16 et samedi 17 mai 2008. Selon les organisateurs, il aurait rassemblé plus de 400 élus et 2 000 militants.
À la veille de ce congrès, le Nouveau Centre cherche selon certains médias à « se démarquer de l'UMP tout en justifiant son appartenance à la majorité » afin d'« être respecté au sein de la majorité et [de] mieux contrer le MoDem de François Bayrou ».
Lors du congrès, Hervé Morin a été élu avec 87 % des suffrages (contre 13 % à Mireille Benedetti). À la suite de son élection une direction nationale a été désignée.
L'adoption du projet d'orientation du parti a été reportée à un congrès ultérieur.

« Nous avons donc aujourd’hui un parti, un siège, rue de Grenelle, un groupe parlementaire, des sénateurs, 2 000 élus locaux, des présidents de départements ; et nous avons réussi un formidable congrès. Ce congrès de la refondation et de la renaissance montre que nous avons réussi notre premier défi ; ancrer la renaissance d’un parti du centre et de centre droit indépendant (…). Au moment où les conservatismes et les corporatismes montent de toute part, soyons le parti du changement, le parti de ceux qui veulent la réforme, la réforme audacieuse mais aussi de la réforme juste. Le parti de la modernité, du changement mais du changement juste. (…) Nous qui voulons assurer la renaissance du centrisme, nous ne devons pas compter sur nos vieilles habitudes conceptuelles. (…) Le déclin, peut-être temporaire, du vote d’extrême droite réaffirme notre rôle pivot. (…) C’est à nous qu’il revient de modérer les emportements idéologiques, à droite comme à gauche, d’œuvrer au consensus national sur les questions essentielles, d’assurer la défense et la promotion des valeurs d’humanisme, de liberté, de responsabilité et de solidarité. »

— Extraits du discours prononcé par Hervé Morin à l'issue de son élection, publié sur le site officiel du Nouveau Centre (17/05/2008).
L'ambition du parti est bien de reprendre la place qui était celle de l'UDF, en rassemblant « le centre et le centre droit ». Plusieurs personnalités membres d'autres partis politiques ont assisté au congrès, dont Jean-Marie Cavada et Éric Besson, ou encore le député Thierry Benoit.
Le NC a renoncé pour le moment à un nouveau nom proposé : « Solid » (pour « Social, libéral, démocrate ») mais la décision finale est repoussée « au plus tard début septembre ».

#### Congrès de Tours (2010)
Le congrès de Tours est le deuxième congrès du Nouveau Centre, il a lieu 2 ans après le premier, le congrès fondateur de Nîmes. Lors du congrès le bureau politique et la présidence du parti sont renouvelés, ainsi que pour l'association des Jeunes centristes. Le président sortant, Hervé Morin, est réélu à la présidence avec 93 % des suffrages face à Tayeb Touazi, élu municipal de Dreux. L'unique liste pour le bureau politique, menée par Jean-Christophe Lagarde, est élue.

#### Congrès de Valence (2012)
Le congrès de Valence est le troisième congrès du Nouveau Centre, il a lieu 2 ans après le deuxième congrès qui était organisé à Tours. Il a lieu les 1er et 2 décembre 2012. Lors du congrès le bureau politique et la présidence du parti sont renouvelés, ainsi que pour l'association des Jeunes centristes. Le président sortant, Hervé Morin, est réélu à la présidence avec 94,18 % des suffrages, en étant le seul candidat et un taux de participation de 65,2 %.

## Mouvements associés
- Jeunes centristes - Organisation regroupant les jeunes membres du Nouveau Centre. Créé en septembre 2007 et dirigé pendant trois ans par Damien Abad[a], puis par Jérémy Coste[a], Thomas Elexhauser, Laki Sola puis par le binôme Benoît Cuturello-Maïni et Ariane Delamarre. Le mouvement est dirigé par Sébastien Mirgodin depuis avril 2019.
- Territoires - Le 20 mars 2018, Les Centristes lancent le mouvement Territoires ! qui « a pour seul objectif de fédérer celles et ceux qui veulent construire un projet politique innovant pour la France de nos métropoles, de nos villes et de nos villages, de nos bourgs et de nos quartiers ».
- Les Républicains - Alliés historiques du parti Les Centristes. Listes communes pour la plupart des élections.
- Ecologie Positive - Parti présidé par Yann Wehrling. Candidats communs aux dernières élections législatives de 2024.
- Nouvelle Énergie - Parti présidé par David Lisnard. Candidats communs aux dernières élections législatives de 2024. De plus, Hervé Morin, David Lisnard & François-Xavier Bellamy, travaillent activement depuis plusieurs mois pour bâtir un nouveau programme en vue des élections présidentielles de 2027[49].

## Élections

### Élections législatives de 2007

#### Candidats
Le Nouveau Centre (PSLE) a présenté un total de quatre-vingts candidats selon le site officiel du Nouveau Centre et le Ministère de l'intérieur, mais entre 84 et 89 selon d'autres décomptes, certains candidats centristes qui n'ont pas manifesté leur adhésion au MoDem, s'étant présentés sous des étiquettes variées : « majorité présidentielle », « UDF », « UDF-majorité présidentielle », etc.
Les 18 députés sortants de l'UDF ayant fondé le Nouveau Centre ne se sont pas vu opposer au 1er tour de candidats investis par l'UMP.
Une polémique est née de la candidature à la députation sous l'étiquette Nouveau Centre (PSLE) de plusieurs membres de la famille d'élus sortants (conjoints, enfants) et de leurs anciens collaborateurs (attachés de presse et chauffeurs). Cette pratique a été révélée par Le Monde et dénoncée par plusieurs responsables de l'UDF-MoDem estimant qu'elle n'avait d'autre but que de tenter d'assurer au Nouveau Centre un accès au financement public des partis politiques (environ 1,63 euro par voix et près de 44 400 euros par élu), lequel est conditionné au dépôt d'au moins 50 candidatures réunissant 1 % des suffrages exprimés au 1er tour. Ce seuil n'a finalement pas été atteint par le PSLE, selon la Commission nationale des comptes de campagne et des financements politiques. Un candidat Nouveau Centre, Nicolas Perruchot (qui se représentait dans le Loir-et-Cher) a, quant à lui, expliqué ces candidatures par la décision tardive de ces députés ex-UDF de se reconstituer en parti et leur impossibilité de s'appuyer sur une structure partisane et militante préexistante.

#### Résultats
Le 10 juin 2007, le Nouveau Centre a obtenu 416 361 voix (2,04 % ; 2,37 % avec les possibles apparentés) et revendique 7 élus dès le premier tour dont Christian Blanc qui ne se présentait pas sous l'étiquette PSLE.
Le ministre de la Défense Hervé Morin a été réélu au premier tour dans l'Eure (50,05 %) ainsi que François Sauvadet (Côte-d'Or), Charles de Courson (Marne), Rudy Salles (Alpes-Maritimes), l'apparenté UDF Christian Blanc(Yvelines) et Francis Hillmeyer (Haut-Rhin). De son côté, Philippe Vigier (Eure-et-Loir), non sortant, est élu dès le premier tour.
Le 17 juin 2007, à l'issue du second tour des élections législatives, 11 députés PSLE sont élus. Le nombre total (premier et second tours) de députés du PSLE élus est donc de 17. Deux députés sortants sont battus.

#### Représentation à l'Assemblée nationale de 2007 à 2012
Le 19 juin 2007, 22 députés se réclamant du Nouveau Centre ont élu François Sauvadet, ancien porte-parole du groupe UDF, président de groupe par 13 voix contre 8 (et un bulletin blanc) pour Charles de Courson qui sera son vice-président. « Nous sommes le second pôle de la majorité. Nous voulons être au rendez-vous de l'action » a déclaré le nouveau président lors de son élection. Nicolas Perruchot en est le porte-parole.
Jean-Christophe Lagarde, investi par le MoDem mais ayant fait campagne sous une étiquette non partisane, a rejoint ce groupe parlementaire, ainsi que brièvement Abdoulatifou Aly, soutenu par le MoDem au second tour, en tant qu'apparenté, avant de rejoindre les non-inscrits comme les deux autres députés du MoDem.
Au 24 juillet 2009, le groupe comptait 22 membres et 2 apparentés.

##### Autres députés ayant rejoint le groupe Nouveau Centre entre 2007 et 2012
Ce groupe a été constitué le 26 juin 2007 :
1. Jean Dionis du Séjour, Lot-et-Garonne, (1re) (d'abord apparenté, est devenu membre à part entière en juillet 2007) ;
2. Philippe Folliot (apparenté), Tarn, (3e) ;
3. Michel Hunault, Loire-Atlantique, (6e) ;
4. Jean-Christophe Lagarde, Seine-Saint-Denis, (5e) ;
5. Thierry Benoit (apparenté), Ille-et-Vilaine (6e) (depuis juillet 2008 - élu sous l'étiquette UDF en juin 2007, il a d'abord siégé en tant que non inscrit. Il est membre de l'Alliance centriste depuis juin 2009)[58] ;
6. Hervé de Charette Maine-et-Loire (6e) ; depuis le 11 janvier 2010[59], élu sous l'étiquette UMP il a siégé avec le groupe UMP jusqu'en 2010. Devenu membre du Nouveau Centre en décembre 2009.

##### Députés réélus ne siégeant plus à l'Assemblée
1. Christian Blanc, Yvelines, (3e), nommé secrétaire d'État en mars 2008, a été remplacé par sa suppléante, Colette Le Moal, membre du Nouveau Centre. Redevenu député le 5 août 2010.

### Élections municipales et cantonales de 2008
Le Nouveau Centre a privilégié la conclusion d'alliances électorales avec les partis de la majorité parlementaire et présidentielle (UMP principalement) et la constitution de listes communes. Il a également présenté des listes indépendantes, comme à Annecy, et conclu des alliances avec des listes menées par des candidats MoDem, comme à Arras.
Les données officielles publiées par le ministère de l'intérieur sont peu lisibles et ne permettent qu'une approche très partielle du poids électoral réel du Nouveau Centre au niveau national :
- Au 1er tour du scrutin, les listes d'alliance entre la majorité présidentielle, dont le Nouveau Centre, et le Mouvement démocrate (« Liste d’entente entre divers éléments de la majorité et divers éléments centristes UDF-Mouvement démocrate, quelle que soit la nuance politique du candidat tête de liste »), rassemblent 3,49 % des suffrages exprimés (source : ministère de l'intérieur[60]), soit un score relativement proche de celui réalisé les listes du seul MoDem (3,7 %). Ce score ne fait toutefois aucune distinction entre les différents éléments de la majorité (il peut s'agir de listes d'alliance n'incluant pas le NC par exemple), et cette comparaison ne tient pas compte du fait que des candidats du MoDem étaient aussi présents sur des listes menées par le PS, comme à Dijon.
- Cependant, dans la plupart des cas alliées à l'UMP dès le 1er tour du scrutin, les résultats des listes soutenues ou menées par le NC sont comptabilisés parmi ceux de la majorité présidentielle (« LMAJ : Liste conduite par un candidat UMP ou NC ou DVD ayant le soutien officiel de l’UMP »), en recul, avec 25,04 % des suffrages exprimés et 26,45 % au second tour (source : ministère de l'intérieur[60]).

À l'issue du scrutin, le parti perd Blois au profit du PS, conserve notamment Annecy (en dépit de la présence au 1er tour d'une liste menée par un sénateur UMP et d'une liste MoDem), Meudon, Montrouge, Vanves, Issy-les-Moulineaux, Vincennes, Drancy et conquiert plusieurs villes comme Agen et Châtellerault. Il conserve également des élus dans la plupart des villes conservées ou remportées par l'UMP, ainsi qu'un groupe au conseil de Paris.
Concernant les élections cantonales de 2011, le Nouveau Centre perd le Conseil général de la Somme au profit du PS, conserve le département de Loir-et-Cher et succède à l'UMP à la tête de celui de Côte-d'Or. Ses candidats obtiennent 2 % des suffrages exprimés (soit 265 318 voix) au premier tour sur l'ensemble du territoire, puis 2,35 % (soit 161 575 voix) au second tour.

### Élections européennes de 2009
Le 10 avril 2008, lors d'une conférence de presse, le Nouveau Centre a indiqué son intention de présenter des listes autonomes aux prochaines élections européennes. Mais face à des sondages (Paris Match, 27 et 28 novembre 2008) qui ne lui donnaient que 2 % des voix, il préfère s'allier à l'UMP et désigne des « chefs de file » le 28 janvier 2009 afin que ceux-ci puissent négocier avec leur allié.
Le 7 mars 2009, Hervé Morin confirme qu'il n'y aura pas de listes autonomes mais que les listes de l'UMP comporteront 20 % de candidats NC (toujours en négociation) : « Je ne voulais pas risquer de jeter le parti, sur un coup de dés, dans une aventure dont l'issue était incertaine » a-t-il expliqué tout en assurant que « s'engager sur des listes d'union, ce n'est pas renier notre identité ». « Les négociations [avec l'UMP] se poursuivent, mais je peux vous dire aujourd'hui que nous aurons au moins trois candidats en position éligible sur les listes d'union, et un quatrième en situation charnière », a-t-il déclaré, précisant qu'il y aurait parmi les candidats éligibles « au moins un jeune centriste. » Le NC avait prévu en revanche une liste autonome dans la circonscription d'outre-mer « avec l'ambition d'avoir un élu dans la zone Pacifique », mais cette liste n'a pas été présentée.

#### La Ruche européenne
Afin de promouvoir l'Europe en France, mais aussi préparer un programme pour les élections de 2009 la « Ruche européenne » (commission Europe du Nouveau Centre) a été mise en place autour de Brigitte Fouré, députée PPE-DE (Nouveau Centre) au Parlement européen, et de Jean-Louis Bourlanges, ancien député ADLE (UDF).

#### Conférence européenne des Centres
Le 19 janvier 2009, le Nouveau Centre a organisé à Paris la « 1re conférence européenne des centres » à l'occasion de laquelle une résolution « Europe : nouveau défi, nouvelles réponses » a été adoptée et cosignée par des représentants de partis politiques de sept autres États membres de l'Union européenne : Nouvelle Démocratie chrétienne (Italie), Union chrétienne démocrate - Parti populaire tchécoslovaque, Union chrétienne-démocrate d'Allemagne (CDU), Parti social-démocrate (Portugal), Mouvement réformateur (Belgique), Parti populaire suédois de Finlande (Finlande), Nouvelle Démocratie (Grèce)[source insuffisante].

### Élections sénatoriales de 2011
Malgré le basculement à gauche du Sénat, le Nouveau Centre gagne des sièges lors de cette élection. Outre la réélection de trois sénateurs sortants (Valérie Létard dans le Nord, Yves Pozzo di Borgo à Paris et Jean Boyer dans la Haute-Loire), quatre nouveaux sénateurs Nouveau Centre sont élus, ce qui porte à treize le nombre de sénateurs de ce parti.

### Élection présidentielle de 2012
Le 7 avril 2011, Jean-Louis Borloo annonce, dans l'émission À vous de juger, en présence d'Hervé Morin, la création d'une « alliance républicaine, écologiste et sociale » qui regrouperait plusieurs formations politiques du centre droit (Parti radical, Nouveau centre) et du centre gauche (La Gauche moderne). Cette formation se positionnerait comme une « alternative au PS et à l'UMP ». Il confirme également que sa création conduirait le Parti radical à quitter l'UMP et l'alliance devrait avoir un candidat à l'élection présidentielle de 2012. Le 7 mai 2011, lors de son Conseil national, le Nouveau Centre approuve à l'unanimité son adhésion à cette future Confédération des centres. Le nom officiel de ce nouveau parti est dévoilé par Yves Jégo le 13 mai 2011 : L'Alliance républicaine, écologiste et sociale (ARES).
À la suite du refus de Jean-Louis Borloo de se présenter à l'élection présidentielle, Hervé Morin annonce sa candidature, le 27 novembre 2011. Crédité d'un faible score dans les sondages, il se retire en février 2012, après quoi les militants du Nouveau Centre décident, à 84,1 %, d'apporter leur soutien à Nicolas Sarkozy.

### Élections législatives de 2012
Le 17 juin 2012, le Nouveau Centre parvient à conserver huit sièges de députés sur les 22 sièges détenus dans la législature précédente. Il a également subi la désaffection de quatre députés en désaccord avec la ligne politique d'Hervé Morin, ayant créé autour de Jean-Christophe Lagarde, la FED (Force européenne démocrate) le 10 juillet 2012. Le Nouveau Centre fait désormais partie du groupe UDI (Union des démocrates et indépendants), présidé par Jean-Louis Borloo.
1. Charles de Courson, Marne (5e), 28 219 voix, 65,79 % ;
2. Stéphane Demilly, Somme (5e), 28 849 voix, 58,09 % ;
3. Francis Hillmeyer, Haut-Rhin (6e), 20 382 voix, 44,11 % ;
4. Hervé Morin, Eure (3e), 25 166 voix, 53,17 % ;
5. Rudy Salles, Alpes-Maritimes (3e), 25 060 voix, 58,73 % ;
6. Francis Vercamer, Nord (7e), 19 606 voix, 55,07 % ;
7. Philippe Vigier, Eure-et-Loir (4e), 20 603 voix, 50,72 % (au 1er tour) ;

- Maurice Leroy, Loir-et-Cher (3e), 28 847 voix, 58,05 % est élu sous l'étiquette NC mais devient par la suite adhérent direct de l'UDI;

### Élection présidentielle de 2017
Lors du second tour de la primaire française de la droite et du centre de 2016, Jean-Christophe Lagarde soutient Alain Juppé aux deux tours alors qu'Hervé Morin soutient Bruno Le Maire au 1er et se range derrière François Fillon au 2d. Après la victoire de ce dernier, Hervé Morin annonce quitter l'UDI, prévoyant la convocation prochaine d'un congrès pour constituer une nouvelle formation politique de centre droit.

## Représentation parlementaire

### À l'Assemblée nationale
Les députés membres de LC élus en 2017, Charles de Courson et Philippe Vigier, siègent au sein du groupe UDI, Agir et indépendants, qu'ils quittent en 2018 pour constituer le groupe Libertés et territoires, dont Philippe Vigier prend la tête. Philippe Vigier quitte le groupe LT en 2020 pour rejoindre le groupe Mouvement démocrate et démocrates apparentés et le MoDem, tandis que Charles de Courson en reste membre.
- Nathalie Colin-Oesterlé, député de Moselle en 2024 ;
- Charles de Courson, député de la Marne en 2024.

### Au Sénat
Les sénateurs membres de LC siègent actuellement au sein du groupe Union centriste (UC).
Au 1er octobre 2020, parmi les membres du groupe Union centriste, cinq sénateurs sont membres du parti :
- Sonia de La Provôté, sénatrice du Calvados depuis 2017 ;
- Hervé Maurey, sénateur de l'Eure depuis 2008 ;
- Catherine Morin-Desailly, sénatrice de la Seine-Maritime depuis 2004 ;
- Pierre-Antoine Lévi, sénateur du Tarn-et-Garonne depuis 2020 ;
- Loïc Hervé, sénateur de la Haute-Savoie depuis 2014 ;

Les sénateurs et anciens sénateurs ayant appartenu au Nouveau Centre / Les Centristes par le passé sont :
- Jean-Léonce Dupont, sénateur du Calvados de 1998 à 2017;
- Jean-Paul Amoudry, sénateur de la Haute-Savoie de 1995 à 2014 ;
- Claude Biwer, sénateur de la Meuse de 2001 à 2011 ;
- Jean Boyer, sénateur de la Haute-Loire de 2001 au 3 novembre 2014 ;
- Valérie Létard, sénatrice du Nord de 2001 à 2007 et de 2010 à 2023, n'est plus affiliée au Nouveau Centre pour être adhérente directe de l'UDI depuis 2012 ;
- Yves Pozzo di Borgo, sénateur de Paris de 2004 à 2017, n'est plus affilié au Nouveau Centre pour être adhérent direct de l'UDI depuis 2012 ;
- Gérard Roche, sénateur de la Haute-Loire de 2011 à 2017, qui a quitté l'UDI pour rejoindre le MoDem ;
- Joël Guerriau, sénateur de la Loire-Atlantique depuis 2011 qui rejoint le groupe Les Indépendants en 2017, qui reste membre de l'UDI après le départ des Centristes ;
- Annick Billon, sénatrice de la Vendée, qui reste membre de l'UDI après le départ des Centristes ;
- Daniel Dubois, sénateur de la Somme depuis 2004 à 2017, qui reste membre de l'UDI après le départ des Centristes ;

### Au Parlement européen
À la suite des élections de 2019, Les Centristes obtiennent un député européen, Nathalie Colin-Oesterlé, qui siège au sein du groupe PPE.
Durant la législature 2004-2009, le Nouveau Centre comptait, en toute fin de législature, une députée européenne siégeant en 2008/2009 au sein du groupe PPE-DE (à la différence des députés MoDem, restés membres du groupe ADLE créé à l'initiative de l'UDF) :
- Brigitte Fouré, qui avait succédé à Jean-Louis Bourlanges (ce dernier ayant précisé qu'il n'était plus adhérent à aucun parti depuis mai 2007, a annoncé en décembre 2007 sa démission du Parlement européen, effective à compter du 1er janvier 2008)
- Jean-Marie Cavada, député européen élu en 2004, présenté par le Nouveau Centre comme un « député européen sortant Nouveau Centre » lors des élections de 2009[70], depuis qu'il a intégré la liste pour la majorité présidentielle menée en 2009 par Michel Barnier en tant que candidat présenté par le Nouveau Centre[71].

Durant la législature 2009-2014, le Nouveau Centre comptait un député qui siégeait dans le groupe du Parti populaire européen :
- Dans la circonscription Île-de-France, Jean-Marie Cavada, qui occupait la présidence de la délégation Nouveau Centre au sein du PPE[72], et la vice-présidence de la délégation française au sein du PPE.

À la suite des élections de 2014, le seul député européen sortant du Nouveau Centre est réélu dans le cadre des listes d'union entre l'UDI et le MoDem, baptisées « L'Alternative », et a rejoint le groupe de l'Alliance des démocrates et des libéraux pour l'Europe (ADLE) ainsi que le Parti démocrate européen (PDE) :
- Dans la circonscription Île-de-France, Jean-Marie Cavada, député européen depuis 2004, il quitte le Nouveau Centre et l'UDI pour devenir président du parti Nous Citoyens en septembre 2014.

## Membres de gouvernement

### Gouvernement Fillon (1)
- Hervé Morin, ministre de la Défense

### Gouvernement Fillon (2)
- Hervé Morin, ministre de la Défense
- André Santini, secrétaire d'État chargé de la Fonction publique (jusqu'au 23 juin 2009)[a]
- Valérie Létard : secrétaire d'État chargé de la Solidarité (jusqu'au 23 juin 2009) puis Secrétaire d'État à l'Écologie (à partir du 23 juin 2009)[a]
- Christian Blanc, secrétaire d'État chargé du développement de la Région Capitale (du 18 mars 2008 jusqu'au 10 juillet 2010)[a]

### Gouvernement Fillon (3)
- Maurice Leroy, ministre de la Ville[a]

À partir du 29 juin 2011 (remaniement ministériel) :
- François Sauvadet, ministre de la Fonction publique[a]

## Exécutifs locaux
Le Nouveau Centre revendiquait en 2008 un réseau de 2 500 élus locaux. En 2018, le parti Les Centristes détient la présidence de plusieurs exécutifs locaux.

### Bourgogne-Franche-Comté
- Christian Courault, maire de Poil

### Normandie
- Hervé Morin, président du conseil régional de Normandie
- Jean-Léonce Dupont, président du conseil départemental du Calvados
- Hubert Dejean de La Batie, maire de Sainte-Adresse
- François-Xavier Priollaud, maire de Louviers

### Provence-Alpes-Côte d’Azur
- Chantal Eyméoud, maire d'Embrun

### Auvergne-Rhône-Alpes (AURA)
- Sandrine Chax, Vice-présidente région AURA, déléguée au handicap, à l'action sociale, et à la lutte contre les violences faites aux femmes.

## Accès du parti au financement public des partis politiques
La Commission nationale des comptes de campagne et des financements politiques (CNCCFP) n'a pas accordé au Nouveau Centre de financement public, seuls 43 candidats sous l'étiquette « PSLE », au lieu des 50 requis, ayant dépassé le seuil de 1 % des suffrages.

### Tentative avortée d'une modification des règles législatives
Une proposition de loi, a été déposée par des députés membre du NC et inscrite par le gouvernement en urgence le 24 octobre 2007 à l'ordre du jour de l'Assemblée nationale, visant à modifier la loi no 88-227 du 11 mars 1988. Cette proposition aurait permis d'introduire une nouvelle possibilité de financement pour les partis politiques ayant obtenu l'élection d'au moins 15 députés. Malgré le soutien d'une majorité des députés communistes et d'une partie de membres de l'UMP, cette loi est finalement retirée à la suite de l'opposition du Parti socialiste et du MoDem. Ses opposants lui reprochaient d'être uniquement déposée pour permettre le financement du NC en modifiant a posteriori les règles en vigueur lors du scrutin précédent.

### Accès au financement via un parti ultra-marin
Après l'échec de leur proposition de loi, les députés Nouveau Centre ont annoncé le 19 novembre 2007 avoir conclu une « convention de financement » avec un parti partenaire de Polynésie française, le Fetia Api.
18 députés et cinq sénateurs NC ont pu se rattacher à ce parti polynésien, qui en vertu des règles plus souples en vigueur outre-mer, perçoit le financement public afférent. Grâce à la convention de financement, le Fetia Api reverse l'essentiel de ce financement au Nouveau Centre, conservant 20 000 euros pour son propre fonctionnement. Ce montage complexe, bien que considéré comme légal par la CNCCFP, a suscité la perplexité, voire l'opposition de plusieurs parlementaires du Nouveau Centre, dont Christian Blanc.
En vertu du décret fixant les montants des fonds attribués aux partis politiques au titre de l'année 2008, le parti Fetia Api percevra 1 023 326,71 euros. Au total, 23 parlementaires métropolitains (18 députés et cinq sénateurs) ont déclaré leur rattachement à ce parti.
En 2009, le décret no 2009-92 du 27 janvier 2009, pris pour l'application des mêmes articles, attribue un financement de plus de 1 408 147,51 euros, un plus grand nombre de parlementaires (32 dont 10 sénateurs) ayant déclaré leur rattachement au Fetia Api.

## Identité visuelle

Logotype provisoire, utilisé en 2007 au moment de la création du parti (intégrant sa première dénomination « Parti social libéral européen »).
Premier logotype (2007-2009)
Deuxième logotype (2009-2016)
Déclinaison du deuxième logo faisant référence à l'UDF
Déclinaison du deuxième logo utilisée lors de l'intégration du Nouveau Centre à l'UDI en 2012
Logotype des Bâtisseurs (2014-2016) club politique de l'UDI présidé par Hervé Morin, qui a fusionné avec le Nouveau Centre au sein des Centristes.
Nouveau logotype, utilisé après le changement de nom du parti (2016-2018)
Logotype actuel (depuis 2018)

## Résultats électoraux

### Élections législatives
| Année | Premier tour | Premier tour | Second tour | Second tour | Sièges  | Rang |
| Année | Voix         | %            | Voix        | %           | Sièges  | Rang |
| ----- | ------------ | ------------ | ----------- | ----------- | ------- | ---- |
| 2022  | 88 509       | 0,39         | 21 325      | 0,10        | 1 / 577 |      |
| 2024  | 112 520      | 0,35         | 56 050      | 0,21        | 2 / 577 | 17e  |